# Xiaomi
Xiaomi je najveći kineska tehnološka tvrtka osnovana 2010. godine koja se bavi proizvodnjom širokog spektra pametnih uređaja i potrošačke elektronike. Na burzu je izašla 2018. godine. Xiaomi proizvode još dva podbrenda mobilnih uređaja, a to su POCO i Redmi. Prva Xiaomi trgovina u Hrvatskoj otvorena je 2018. godine u Arena Centru u Zagrebu.

## Proizvodi
- Mobilni uređaji
- Televizori
- Tableti
- Bežične slušalice
- Bežični punjači
- Pojačivači Wi-Fi signala
- Pametne narukvice
- Električni romobili
- Projektori
- Ventilatori
- Sigurnosni senzori i videonadzor
- Usisači

## Vanjske poveznice
- O Xiaomiu
- Prihodi
- Osnovne informacije
- Lista proizvoda